# 오리아나 팔라치
오리아나 팔라치(이탈리아어: Oriana Fallaci, 1929년 6월 29일~2006년 9월 14일)는 이탈리아의 저널리스트, 작가, 정치와 관련된 인터뷰너이다. 오리아나 팔라치는 제2차세계대전 동안 이탈리아의 레지스탕스였고 길고 성공했다고 할 만한 언론 경력을 가지고 있으며 '전설의 여기사'라는 명성을 얻었다. 오리아나 팔라치는 1960년에서 1980년까지 전쟁, 혁명, 세계의 많은 지도자와 함께한 인터뷰에 관한 보도로 전 세계에 걸쳐 유명해졌다.
오리아나 팔라치의 책 «역사와의 인터뷰»에는 인디라 간디, 골다 메이어, 야세르 아라파트, 줄피카르 알리 부토, 빌리 브란트, 이란의 샤 모하마드 레자 팔라비 그리고 헨리 키신저, 베트남 전쟁 동안 남베트남의 대통령 응우옌반티에우, 북베트남의 장군 보응우옌잡과 함께한 솔직하고 길고 예리한 인터뷰 내용이 들어 있다. 키신저와의 인터뷰는 "앞에서 혼자 말을 타며 마차 행렬을 이끄는 카우보이"처럼 묘사된 키신저와 함께 플레이보이라는 잡지에 게재되었다. 키신저는 나중에 그것은 "언론인들과 겪어 본 것 중 단 하나의 가장 비참한 대화"라 썼다. 또한 오리아나 팔라치는 덩샤오핑, 레흐 바웬사, 무아마르 알 카다피, 카예타나 피츠하메스 스투아르트 등과 인터뷰했다.
은퇴 후, 오리아나 팔라치는 반대에 관한 지지를 불러일으키는 이슬람을 비판하는 태도로 글과 책에 관한 시리즈를 쓴 뒤에 세인에게 또다시 관심받았다.

## 생애와 직업

### 레지스탕스 활동
오리아나 팔라치는 1929년 6월 29일 이탈리아 피렌체에서 태어났다. 피렌체의 가구공인 오리아나 팔라치의 아버지 에도아르도 팔라치는 이탈리아 파시스트의 지도자 베니토 무솔리니의 독재를 끝내려 노력했던 정치운동가였다. 제이차세계대전동안, 팔라치는 어린데도 이탈리아 반파시스트 레지스탕스 운동 레시스텐차의 일부인 주스티치아 에 리베르타에 참여했다. 나중에 오리아나 팔라치는 이탈리아 군대에게서 용감하다는 증서를 받았다.

## 같이 보기
- 밧 예올